# Charles Lyell (Botaniker)
Charles Lyell (* 7. März 1767 in Kinnordy, Forfarshire; † 8. November 1849 ebenda) war ein schottischer Botaniker und Dante-Übersetzer. Sein offizielles botanisches Autorenkürzel lautet „Lyell“.

## Leben und Wirken
Lyell war der älteste Sohn seines gleichnamigen Vaters Charles Lyell (1734–1796) und dessen Frau Mary Beale († 1813). Er studierte an der Universität St. Andrews und der Universität Cambridge. Er sammelte britische Pflanzen und untersuchte vor allem Moose. Er entdeckte viele neue Arten, die er jedoch nicht selbst beschrieben hat. Nach seiner Zeit in England kehrte er 1826 auf das Anwesen seiner Eltern in Kirriemuir zurück.
Lyell beschäftigte sich mit der mittelalterlichen Literatur Italiens, dabei insbesondere mit der Lyrik von Dante Alighieri, dessen Werke Vita Nova und Il Convito er ins Englische übersetzte.
Am 4. Oktober 1796 heiratete er Francis Smyth (1773/4–1850), mit der er drei Söhne und sieben Töchter hatte. Einer ihrer Söhne war der Geologe Charles Lyell.

## Ehrungen
1813 wurde er Mitglied der Londoner Linné-Gesellschaft. 
Robert Brown benannte ihm zu Ehren die Moosgattung Lyellia der Pflanzenfamilie der Polytrichaceae. Auch das Laubmoos Orthotrichum lyellii und weitere Moose sind nach ihm benannt worden.

## Schriften
- The Canzoniere of Dante Alighieri: including the poems of the Vita nuova and Convito. John Murray, London 1835 (Digitalisat).
- The Poems of the Vita Nuova and Convito of Dante Alighieri. C. F. Molini, London 1842 (Digitalisat)
- The Lyrical Poems of Dante Alighieri: including the Poems of the Vita Nuova and Convito. William Smith, London 1845 (Digitalisat).
- Short remarks on the doubts of P. Hardouin. In: Jean Hardouin: Doutes proposés sur l’age du Dante par le P. H. J. Paris 1847 (Digitalisat).

## Nachweise
- James Britten, George Simonds Boulger: A Biographical Index of British and Irish Botanists. West, Newman & Co, London 1893, S. 108 (online).
- Anne Secord: Lyell, Charles (1769–1849). In: Henry Colin Gray Matthew, Brian Harrison (Hrsg.): Oxford Dictionary of National Biography, from the earliest times to the year 2000 (ODNB).  Oxford University Press, Oxford 2004, ISBN 0-19-861411-X; doi:10.1093/ref:odnb/17242 (Lizenz erforderlich), Stand: 23. September 2004.
- Thomas Humphry Ward: Men of the Reign: A Biographical Dictionary of Eminent Persons of British and Colonial Birth who Have Died during the Reign of Queen Victoria. Routledge, London 1885, S. 565–566 (online).